# Magdalena Rzemek
Magdalena Rzemek-Urbanowicz (ur. w 1973 roku w Kwidzynie) – polska piosenkarka, która zdobyła popularność jako laureatka Szansy na sukces i wokalistka zespołu Brathanki.

## Życiorys
W latach 1999–2003 była wokalistką kwidzyńskiego zespołu muzycznego Combo Juniors Band, który zajmował się występami na scenie powiatowej. W 1998 roku zdobyła Grand Prix otwartego festiwalu w Sopocie.
W 2001 roku wraz z zespołem Combo Juniors Band nagrała płytę pt. „Grand Cafe”. Wystąpiła w programach muzycznych: Idol oraz Szansa na sukces (trzykrotnie). W pierwszym występie w Szansie na sukces jesienią 1996 roku zaśpiewała piosenkę „W jakim obcym domu” z repertuaru Krystyny Prońko, jednakże nie odniosła tam sukcesu (nie wygrała odcinka ani nie otrzymała wyróżnienia). Drugi raz wystąpiła jesienią 1997 roku w programie z Robertem Chojnackim, śpiewając piosenkę „Prawie do nieba” (tutaj też nie odniosła żadnego sukcesu). Trzeci występ w Szansie na sukces jesienią 2001 roku tym razem zakończył się zajęciem pierwszego miejsca za wykonanie utworu „Crazy it’s my life” z repertuaru zespołu Golec uOrkiestra oraz występem finałowym tego programu w Sali Kongresowej w Warszawie.
W 2003 roku zadebiutowała na szerzej znanej polskiej scenie muzycznej jako jedna z dwóch wokalistek zespołu Brathanki. W latach 2006–2007 współpracowała z zespołem NEO, z którym nagrała materiał muzyczny.
W latach 2010–2012 prowadziła w rodzinnym mieście restaurację „Wiejska Chata”, która specjalizowała się w tradycyjnych daniach polskich

## Nagrody
- 2004: Honorowa Nagroda Przewodniczącego Rady Powiatu i Starosty Kwidzyńskiego (14 lutego)